# Chaczkar we Wrocławiu
Chaczkar we Wrocławiu – ormiańska kamienna stela, odsłonięta 21 września 2012 roku, umieszczona na skwerze przy ul. Janickiego we Wrocławiu.

## Historia
Chaczkar został ustawiony na skwerze przy ul. Janickiego obok klasztoru oo. dominikanów przy placu Dominikańskim podczas II Dni Ormiańskich. W pobliskim kościele św. Wojciecha we Wrocławiu są odprawiane msze święte w obrządku ormiańskim. Krzyż poświęcili ks. Tadeusz Isakowicz-Zaleski oraz przeor wrocławskiego konwentu dominikanów o. Jakub Kraska OP. Chaczkar został ustawiony w celu uczczenia pamięci Ormian pomordowanych w czasie ludobójstwa w Turcji (1915–1917), Polaków i Ormian pomordowanych podczas II wojny światowej na wschodzie oraz upamiętnienia 700 lat obecności Ormian na terenach Rzeczypospolitej.
II Dni Ormiańskie odbyły się pod hasłem Chaczkary są tam, gdzie Ormianie. Odsłonięcie chaczkaru było ich głównym punktem, ale można było również zobaczyć wystawę poświęconą abp. Teodorowiczowi i posłuchać ormiańskiej muzyki.

## Opis
Chaczkar został wykonany w tufie wulkanicznym przez Tarona Martirosyana i Bagrata Balabekyana w Armenii i jest darem Światowego Związku Malarzy Armenii (Union of the World of Armenian Painters). Otoczenie zaprojektowała Halina Krajewska, natomiast firma Ararata Kocharyana osadziła chaczkar i wykonała prace budowlane. Na bocznej ścianie chaczkaru umieszczono napis: „Chaczkar upamiętniający wielowiekową obecność Ormian w Polsce i ludobójstwa Ormian w Turcji oraz Ormian i Polaków na Kresach Wschodnich w XX wieku”.